# Segundo Villadóniga
Segundo Villadóniga (Montevideo, 6 de noviembre de 1915 - São Paulo, 26 de octubre de 2006) fue un futbolista uruguayo que jugaba de delantero.

## Selección nacional
Fue internacional con la selección de Uruguay en 6 ocasiones, convirtiendo 2 goles.

### Participaciones en Copa América
| Copa              | Sede      | Resultado | Partidos | Goles |
| ----------------- | --------- | --------- | -------- | ----- |
| Copa América 1937 | Argentina | 3° lugar  | 4        | 1     |

## Clubes
| Club                        | País    | Año       |
| --------------------------- | ------- | --------- |
| Peñarol                     | Uruguay | 1934-1937 |
| Vasco da Gama               | Brasil  | 1938-1941 |
| Palestra Italia (Palmeiras) | Brasil  | 1942-1946 |
| Peñarol                     | Uruguay | 1947-1950 |

## Palmarés

### Campeonatos nacionales
| Título              | Equipo           | País    | Año  |
| ------------------- | ---------------- | ------- | ---- |
| Campeonato Uruguayo | Peñarol          | Uruguay | 1935 |
| Campeonato Uruguayo | Peñarol          | Uruguay | 1936 |
| Campeonato Uruguayo | Peñarol          | Uruguay | 1937 |
| Campeonato Paulista | Pallestra Italia | Brasil  | 1942 |
| Campeonato Paulista | Pallestra Italia | Brasil  | 1944 |
| Campeonato Uruguayo | Peñarol          | Uruguay | 1949 |

### Campeonatos internacionales amistosos
| Título                      | Equipo  | País    | Año  |
| --------------------------- | ------- | ------- | ---- |
| Copa Héctor Rivadavia Gómez | Uruguay | Uruguay | 1936 |

- Datos: Q5394298